# Julio Colombo
Pour les articles homonymes, voir Colombo (homonymie).
Julio Colombo est un footballeur français, né le 22 février 1984 à Saint-Claude en Guadeloupe. Il évolue au poste de défenseur durant les années 2000 au Montpellier HSC, club où il effectue toute sa carrière.
Finaliste du Championnat d'Europe des moins de 16 ans en 2001 avec l'équipe de France des moins de 16 ans, il remporte en 2001 la Coupe du monde des moins de 17 ans en  avec l'équipe de France des moins de 17 ans.

## Biographie
Julio Colombo rejoint à l'âge de treize ans le centre de formation du Montpellier HSC. Défenseur central ou pouvant évoluer sur les côtés, il est appelé, en février 2000, en équipe de France des moins de 15 ans, par le sélectionneur Jean-François Jodar. Il fait sa première apparition en équipe réserve lors de la saison 2000-2001 et, la même saison, intègre l'équipe de France des moins de 16 ans. Avec les jeunes français, toujours dirigés par Jodar, il atteint la finale du Championnat d'Europe des moins de 16 ans 2001 en mai. Les Français s'inclinent face à l'Espagne sur le score d'un but à zéro, un pénalty inscrit par Fernando Torres, à la suite d'une faute de main dans la surface de Julio Colombo. Dans la continuité de cette compétition, il est sélectionné pour la Coupe du monde des moins de 17 ans disputée en septembre à Trinité-et-Tobago. Les jeunes français remportent le titre en s'imposant sur le score de trois buts à zéro face au Nigéria, c'est le premier succès mondial pour une équipe de jeune française.
De retour en club, Julio Colombo dispute treize rencontre avec l'équipe réserve en 2001-2002 puis, l'année suivante, intègre l'équipe première. L'entraîneur du MHSC, Gérard Bernardet, le titularise, lors de la 21e journée du championnat, pour une rencontre disputée à l'extérieur face aux Girondins de Bordeaux. Il dispute l'intégralité de la rencontre perdue sur le score de trois buts à un. La même saison, il est appelé par le sélectionneur René Girard en équipe de France des moins de 19 ans et dispute les éliminatoires pour le championnat d'Europe 2003. Les jeunes français sont éliminés, lors de la phase finale disputée au Liechtenstein, en phase de groupe.
En 2003-2004, il dispute dix rencontres de championnat d'une saison qui voit le club relégué en Ligue 2. En fin de saison, il est appelé en équipe de France espoirs et dispute le Tournoi de Toulon. Les joueurs, dirigés par Raymond Domenech, remportent la compétition en s'imposant en finale sur le score d'un but à zéro contre la Suède. De retour de sélection, il signe son premier contrat professionnel, d'une durée de trois ans, en juillet 2004. Son temps de jeu augmente les saisons suivantes, mais il ne parvient pas à s'imposer comme un titulaire. Le club lui fait cependant de nouveau signer, en juin 2007, un nouveau contrat de trois ans. Peu utilisé par Jean-François Domergue puis par Rolland Courbis, il n'est pas conservé dans l'effectif du club montpelliérain en fin de saison 2010. Il ne signe aucun contrat professionnel les années suivantes et, faute de club, il décide de prendre sa retraite de footballeur professionnel à 26 ans.
En juin 2015 il est arrêté lors d'une opération anti-drogue menée par les polices françaises et italiennes contre un réseau lié à la mafia calabraise. En février 2017, il est condamné à six ans de prison ferme puis bénéficie, en juin, d'une libération conditionnelle.

## Palmarès
Julio Colombo est finaliste du Championnat d'Europe des moins de 16 ans en 2001 avec l'équipe de France des moins de 16 ans. Avec l'équipe de France des moins de 17 ans, il remporte la Coupe du monde des moins de 17 ans en 2001. Enfin, avec l'équipe de France espoirs, il gagne le Tournoi de Toulon en 2004.

## Statistiques
Le tableau ci-dessous résume les statistiques en match officiel de Julio Colombo durant sa carrière de joueur professionnel,.
| Saison                | Club                  | Championnat           | Championnat | Championnat | Coupe nationale | Coupe nationale | Coupe de la Ligue | Coupe de la Ligue | Sélection       | Sélection | Sélection | Total | Total |
| Saison                | Club                  | Division              | M.          | B.          | M.              | B.              | M.                | B.                | Équipe          | M.        | B.        | M.    | B.    |
| 2002-2003             | Montpellier HSC       | Ligue 1               | 7           | 0           | -               | -               | -                 | -                 | France - 19 ans | 6         | 0         | 13    | 0     |
| 2003-2004             | Montpellier HSC       | Ligue 1               | 10          | 0           | -               | -               | -                 | -                 | France espoirs  | 6         | 0         | 16    | 0     |
| 2004-2005             | Montpellier HSC       | Ligue 2               | 15          | 0           | -               | -               | 3                 | 0                 | -               | -         | -         | 18    | 0     |
| 2005-2006             | Montpellier HSC       | Ligue 2               | 23          | 0           | 5               | 0               | 2                 | 0                 | -               | -         | -         | 30    | 0     |
| 2006-2007             | Montpellier HSC       | Ligue 2               | 11          | 0           | 3               | 0               | 2                 | 0                 | -               | -         | -         | 16    | 0     |
| 2007-2008             | Montpellier HSC       | Ligue 2               | 13          | 0           | 1               | 0               | 1                 | 0                 | -               | -         | -         | 15    | 0     |
| 2008-2009             | Montpellier HSC       | Ligue 2               | -           | -           | 1               | 0               | -                 | -                 | -               | -         | -         | 1     | 0     |
| Total sur la carrière | Total sur la carrière | Total sur la carrière | 101         | 0           | 10              | 0               | 8                 | 0                 | -               | 10        | 0         | 129   | 0     |